# 二田原英二
二田原 英二（にたはら えいじ、1931年12月7日 - ）は、日本の彫刻家、おもにブロンズを扱う。金蘭学園短期大学学長を務めた。
福岡県久留米市生まれ。旧制・福岡県立中学明善校に学び、学制改革を経て1950年に福岡県立明善高等学校を卒業。1956年、東京芸術大学美術学部芸術学科美学美術史専攻を卒業し、同大学彫刻科研究室副手となる。1960年、イタリア政府招聘留学生として国立ナポリ美術アカデミーに学ぶ。以後1978年に帰国するまでナポリ、ローマ、ミラノなどイタリア各地で制作する。
1985年に金蘭学園短期大学（後の千里金蘭大学短期大学部）特任教授となり、2002年には学長となった後、2004年に名誉教授を贈られた。また、2002年から2005年まで学校法人金蘭会学園理事長を務めた。